# Biatlo nos Jogos Olímpicos de Inverno de 2006 - Largada coletiva feminina
A competição de largada coletiva feminina do biatlo nos Jogos Olímpicos de Inverno de 2006 aconteceu no dia 25 de fevereiro.

## Medalhistas
| Ouro   | SWE Anna Carin Olofsson |
| Prata  | GER Kati Wilhelm        |
| Bronze | GER Uschi Disl          |

## Resultados
| #  | Biatleta                    | Tempo   | Pen.         | Dif.    | Nº |
| -- | --------------------------- | ------- | ------------ | ------- | -- |
|    | SWE Anna Carin Olofsson     | 40:36.5 | 1 (0+0+0+1)  |         | 5  |
|    | GER Kati Wilhelm            | 40:55.3 | 1 (0+0+1+0)  | +18.8s  | 3  |
|    | GER Uschi Disl              | 41:18.4 | 3 (1+0+1+1)  | +41.9s  | 8  |
| 4  | GER Martina Glagow          | 41:33.6 | 2 (1+0+1+0)  | +57.1s  | 4  |
| 5  | FRA Florence Baverel-Robert | 41:40.5 | 2 (1+1+0+0)  | +1:04.0 | 2  |
| 6  | BLR Olga Nazarova           | 41:50.5 | 1 (0+0+1+0)  | +1:14.0 | 14 |
| 7  | CHN Xianying Liu            | 41:57.2 | 2 (0+0+1+1)  | +1:20.7 | 16 |
| 8  | BUL Ekaterina Dafovska      | 42:09.4 | 3 (1+1+0+1)  | +1:32.9 | 21 |
| 9  | RUS Albina Akhatova         | 42:19.5 | 2 (2+0+0+0)  | +1:43.0 | 6  |
| 10 | FRA Sandrine Bailly         | 42:21.5 | 4 (0+1+2+1)  | +1:45.0 | 9  |
| 11 | ITA Michela Ponza           | 42:21.6 | 1 (0+1+0+0)  | +1:45.1 | 19 |
| 12 | RUS Svetlana Ishmouratova   | 42:33.5 | 4 (2+0+2+0)  | +1:57.0 | 1  |
| 13 | GER Andrea Henkel           | 42:41.5 | 3 (1+0+2+0)  | +2:05.0 | 12 |
| 14 | NOR Linda Tjorhom           | 42:46.5 | 3 (0+0+2+1)  | +2:10.0 | 13 |
| 15 | RUS Olga Zaitseva           | 42:59.3 | 1 (0+0+1+0)  | +2:21.8 | 10 |
| 16 | BLR Olena Zubrilova         | 43:12.3 | 4 (2+0+0+2)  | +2:35.8 | 15 |
| 17 | UKR Lilia Efremova          | 43:21.0 | 6 (1+2+2+1)  | +2:44.5 | 7  |
| 18 | NOR Liv Grete Poiree        | 43:43.8 | 4 (1+0+2+1)  | +3:07.3 | 11 |
| 19 | SLO Teja Gregorin           | 43:51.4 | 4 (1+2+0+1)  | +3:14.9 | 20 |
| 20 | LAT Madara Liduma           | 43:52.7 | 5 (1+2+1+1)  | +3:16.2 | 25 |
| 21 | MDA Natalia Levtchenkova    | 44:21.8 | 2 (1+1+0+0)  | +3:45.3 | 26 |
| 22 | CHN Ribo Sun                | 44:29.3 | 7 (2+2+3+0)  | +3:52.8 | 30 |
| 23 | CHN Yingchao Kong           | 44:45.0 | 3 (2+1+0+0)  | +4:08.5 | 27 |
| 24 | RUS Natalia Guseva          | 44:55.1 | 5 (2+3+0+0)  | +4:18.6 | 18 |
| 25 | NOR Tora Berger             | 45:23.2 | 3 (1+1+1+0)  | +4:46.7 | 24 |
| 26 | FRA Sylvie Becaert          | 45:38.4 | 6 (1+1+2+2)  | +5:01.9 | 22 |
| 27 | FRA Delphyne Peretto        | 45:39.9 | 5 (3+0+0+2)  | +5:03.4 | 28 |
| 28 | CHN Yuxia Hou               | 45:40.1 | 10 (3+1+2+4) | +5:03.6 | 17 |
| 29 | POL Magdalena Gwizdon       | 45:59.5 | 5 (0+2+2+1)  | +5:23.0 | 29 |
| 30 | POL Krystyna Palka          | 46:31.4 | 3 (1+2+0+0)  | +5:55.0 | 23 |

Legenda
| Recorde mundial      | Recorde mundial (World record)               |                       | Recorde africano                      | Recorde africano (African) |                                           | Q | Classificado por posição (Qualified) |
| Recorde olímpico     | Recorde olímpico (Olympic record)            | Recorde da América    | Recorde da América (Americas)         | q                          | Classificado por melhor tempo (Qualified) |   |                                      |
| Melhor marca do ano  | Melhor marca do ano (World leading)          | Recorde asiático      | Recorde asiático (Asian)              | DNS                        | Não largou (Did not start)                |   |                                      |
| Recorde nacional     | Recorde nacional (National record)           | Recorde europeu       | Recorde europeu (European)            | DNF                        | Não terminou (Did not finish)             |   |                                      |
| Recorde pessoal      | Recorde pessoal do atleta (Personal best)    | Recorde da Oceania    | Recorde da Oceania (Oceania)          | DSQ / DQ                   | Desclassificado (Disqualified)            |   |                                      |
| Recorde da temporada | Recorde da temporada do atleta (Season best) | Recorde sul-americano | Recorde sul-americano (South America) | NM                         | Sem marca (No mark)                       |   |                                      |